# Estación Central Alicante (TRAM Alicante)
La Estación Central Alicante será una estación de, al menos, las líneas 1, 2, 3 y 4 del TRAM Metropolitano de Alicante. Las obras se iniciaron en octubre de 2024 y estará situada bajo una parte de los terrenos liberados por el soterramiento de las vías de Adif en Alicante, entre los barrios Ensanche Diputación, Benalúa y San Blas.

## Características
Esta estación será la cabecera de la mayoría de líneas del TRAM (actuales y futuras) y, para el buen funcionamiento de la red, tendrá que disponer de un número mayor de andenes y vías que las demás estaciones de la red. Además, formará parte de la futura Estación Intermodal de Alicante, que será un complejo de transportes que aglutine diversas estaciones y medios de transportes de la ciudad.

## Accesos
La estación está previsto que disponga de accesos desde la avda. de Salamanca y conexión directa subterránea con el vestíbulo de la futura estación de ADIF en Alicante. Y de algún modo también estará conectada con la futura estación de autobuses de Alicante al pertenecer ambas complejo intermodal de transportes de la Estación Intermodal de Alicante.

## Líneas y conexiones
| << Cabecera | < Estación | Línea | Estación > | Cabecera >>             |
| ----------- | ---------- | ----- | ---------- | ----------------------- |
| Central     | Terminal   |       | Luceros    | Benidorm                |
| Central     | Terminal   |       | Luceros    | Sant Vicent del Raspeig |
| Central     | Terminal   |       | Luceros    | El Campello             |
| Central     | Terminal   |       | Luceros    | Plaza de La Coruña      |

- Las líneas 1, 2, 3 y 4 funcionan con normalidad hasta la que hoy es su cabecera de forma provisional, la estación de Luceros, hasta que se construya esta que será la cabecera. El proyecto de la estación Intermodal se encuentra paralizado hasta que se concrete el proyecto de la nueva estación de Adif Alicante[2] y la segunda se encuentra en construcción.